# 満浦市
満浦市（マンポし）は朝鮮民主主義人民共和国慈江道に属する市。
鴨緑江沿岸に位置する国境の都市で、対岸は中華人民共和国吉林省集安市である。ここには鴨緑タイヤ工場が存在し、火星15のミサイル発射台のタイヤを作るために金正恩総書記が訪問した。

## 地理
慈江道中北部の鴨緑江に沿って伸びる郡。北東に慈城郡、東に長江郡、南に時中郡、西南に渭原郡がある。
対岸の集安との間には鉄道橋が架かっており、流通の拠点となっている。

## 行政区画
11洞・15里を管轄する。
| - 江岸洞（カンアンドン） - コゲ洞（コゲドン） - 関門洞（クァンムンドン） - 九五洞（クオドン） - 軍幕洞（クンマクトン） - 文岳洞（ムナクトン） - 別午洞（ピョロドン） - 烽火洞（ポンファドン） - セマウル洞（セマウルトン） - センムル洞（センムルトン） - 洗剣洞（セゴムドン） | - 乾上里（コンサンニ） - 乾中里（コンジュンニ） - 乾下里（コナリ） - 高山里（コサンニ） - 南上里（ナムサンニ） - 登公里（トゥンゴンニ） - 美他里（ミタリ） - 三江里（サムガンニ） - 松下里（ソンハリ） - 松鶴里（ソンハンニ） - 十里洞里（シムニドンニ） - 延上里（ヨンサンニ） - 煙浦里（ヨンポリ） - 延下里（ヨナリ） - 咸富里（ハンブリ） |

## 歴史
かつては平安北道江界郡の一部で、満浦鎮と呼ばれた。
国境の要衝であり、日本統治期には税関支署や守備隊が置かれている。1920年頃には満洲で活動する抗日パルチザンが攻撃している。1937年代には満洲への鉄道橋が架けられ、大日本帝国による満洲支配のための交通路の一つとなった。朝鮮戦争時には中国人民志願軍が集安から満浦に越境している。

### 年表
この節の出典
- 1949年1月 - 平安北道江界郡満浦面・高山面・外貴面・吏西面・時中面をもって、慈江道満浦郡を設置。(5面)
- 1952年12月 - 郡面里統廃合により、慈江道満浦郡満浦面・高山面・外貴面・吏西面をもって、満浦郡を設置。満浦郡に以下の邑・里が成立。(1邑22里)
  - 満浦邑・別午里・乾坪里・文岳里・煙浦里・三江里・美他里・浦上里・春山里・南上里・延下里・五柳里・延上里・乾上里・乾中里・乾下里・薬水里・興判里・吏南里・登公里・松下里・松鶴里・咸富里
- 1952年末 - 乾坪里が解放労働者区に昇格。(1邑1労働者区21里)
- 1958年 - 春山里・浦上里が合併し、高山里が発足。(1邑1労働者区20里)
- 1961年3月 (1邑1労働者区16里)
  - 五柳里が延下里に編入。
  - 薬水里・興判里・吏南里が時中郡に編入。
  - 時中郡魯南里の一部が延上里に編入。
- 1967年10月 - 満浦郡が満浦市に昇格。(11洞15里)
  - 満浦邑が分割され、コゲ洞・軍幕洞・江岸洞・洗剣洞・センムル洞・烽火洞・関門洞が発足。
  - 文岳里が分割され、文岳洞・セマウル洞が発足。
  - 煙浦里の一部が分立し、十里洞里が発足。
  - 解放労働者区の一部が分立し、九五洞が発足。
  - 別午里および解放労働者区の残部が合併し、別午洞が発足。

## 交通

中華人民共和国の集安公路口岸から見る満浦税関

### 鉄道
- 北部内陸線
  - 満浦青年駅 - 車家坪駅 - 文岳駅 - 煙浦駅 - 林土駅 - 倉ゴル駅 - 十里洞駅 - 慈江三江駅 - 松三駅
- 満浦線
  - 乾下駅 - 満浦青年駅
- 運河線
  - 満浦青年駅 - 九五駅 - 運河駅
- アンゴル線
  - 文岳駅 - アンゴル駅

### 道路
- 国境大橋 - 1937年に建設された鉄道専用橋。対岸の集安（中国）と結び、満浦大橋、集満大橋とも呼ばれる。貨物の輸送が主な用途[3]。国際列車も1日1便ある[4]。

## 産業
亜鉛鉱山がある。また、満浦精錬所があり、銅の精錬が行われている。